# Música incidental
Música incidental o música de escena es la  que acompaña una obra teatral, un programa de televisión, una estación de radio, un videojuego u otras formas que no son en principio musicales. El término se aplica menos a la música de cine, pues a ésta se le llama más a menudo música cinematográfica, banda sonora o ambientación sonora.
La música incidental es con frecuencia música de fondo, y crea una atmósfera para la acción. Puede incluir obras que agreguen mayor interés del público, por ejemplo obertura, o música que se interprete entre los cambios de escena. También puede requerir músicos que la interpreten en vivo en el escenario.
El uso de música incidental data de la antigüedad del drama griego. Varios compositores de música clásica han compuesto música incidental para obras teatrales; los ejemplos más famosos son: 
- Abdelazer con música de Henry Purcell;
- El alquimista con música de Georg Friedrich Händel;
- Il distratto[1] con música de Joseph Haydn;
- Thamos, König in Ägypten con música de Wolfgang Amadeus Mozart;
- Egmont con música de Ludwig van Beethoven;
- Preciosa con música de Carl Maria von Weber;
- Rosamunde con música de Franz Schubert;
- El sueño de una noche de verano con música de Felix Mendelssohn;
- Manfred con música de Robert Schumann;
- L'Arlésienne con música de Georges Bizet;
- Snégourotchka, con música de Piotr Ilich Chaikovski;
- Peer Gynt con música de Edvard Grieg;
- Kung Kristian II, con música de Jean Sibelius.

Parte de estas composiciones se interpretan a menudo en conciertos fuera del contexto de las obras para la que se crearon. 
Más recientemente, la música incidental ha sido escrita para videojuegos y cine como las de Charlie Clouser (Hello Zepp), Michael Giacchino (Medal of Honor), Richard Jacques (Sega Dreamcast), Koji Kondo (The Legend of Zelda), Jack Wall (Myst III: Exile), Stéphane Picq y Philippe Ulrich (Dune) James Hannigan (Catwoman).  Una de los compositores de música incidental más conocidos en la televisión británica es Howard Goodall, quien escribió música para The gathering storm, La víbora negra y Enano rojo además para la serie Mr. Bean.
También en las telenovelas, la música incidental juega un papel importante. En México, la cadena Televisa solicita componer piezas para las novelas. Varios exponentes son: Pedro Plascencia Salinas, Eduardo Soto Millàn, Jorge Eduardo Murgìa, Gilberto Novelo, Jordi Bachbush, Roberto Roffiel del Rìo, Uriel Salinas Resèndiz, Xavier Asali, 
Jordi Bachbush,Rubèn Zepeda, Fernando Miguelez y Alex Sirvent.